# Fagotrofia
Fagotrofia – sposób odżywiania się organizmów, rodzaj heterotrofizmu. Odżywianie fagotroficzne polega na pobieraniu składników odżywczych w formie cząstek. Fagotrofia jest odmienna od osmotrofii, która polega na wchłanianiu materii w formie rozpuszczonej. Fagotrofia może polegać na zjadaniu całych komórek innych organizmów.